# Crime Slunk Scene
Crime Slunk Scene — восемнадцатый студийный альбом гитариста-виртуоза, известного под псевдонимом 
Buckethead, издан в 2006 году его собственным лейблом Bucketheadland.

## Об альбоме
Crime Slunk Scene распространялся только во время гастрольного тура Бакетхэда, но впоследствии был издан лейблом Трэвиса Дикерсона TDRS Music. Альбом является одной из наиболее популярных записей гитариста, поклонники неоднократно просили о его переиздании, вследствие чего Дикерсон дважды подготавливал дополнительный тираж: сперва в апреле 2007 года, и снова — в феврале 2012 года. Композиция «King James», наряду с более поздниими «Lebron» and «Lebron’s Hammer» (альбом Slaughterhouse on the Prairie 2009 года), посвящена баскетболисту Леброну Джеймсу и вышла в его 24-й день рождения. «Soothsayer», посвящённая тётушке Бакетхэда — Сюзи, стала одной из самых известных и наиболее часто исполняемых композиций музыканта.

## Список композиций
| №   | Название                                          | Длительность |
| --- | ------------------------------------------------- | ------------ |
| 1.  | «King James»                                      | 3:57         |
| 2.  | «Gory Head Stump 2006: The Pageant of the Slunks» | 5:31         |
| 3.  | «The Fairy and the Devil»                         | 2:57         |
| 4.  | «Buddy Berkman's Ballad»                          | 3:40         |
| 5.  | «Mad Monster Party»                               | 3:24         |
| 6.  | «Soothsayer (Dedicated to Aunt Suzie)»            | 9:04         |
| 7.  | «Col. Austin VS Col. Sanders AKA Red Track Suit»  | 3:22         |
| 8.  | «We Can Rebuild Him»                              | 3:36         |
| 9.  | «Electronic Slight of Hand»                       | 2:57         |
| 10. | «Mecha Gigan»                                     | 2:39         |
| 11. | «Slunk Parade AKA Freaks in the Back»             | 3:14         |

## Участники записи
- Бакетхэд — гитара
- Трэвис Дикерсон — дополнительные гитарные партии